# Metallesthes subpilosa
Metallesthes subpilosa är en skalbaggsart som beskrevs av Anton Franz Nonfried 1891. Metallesthes subpilosa ingår i släktet Metallesthes och familjen Cetoniidae. Inga underarter finns listade i Catalogue of Life.